# Like a Rolling Stone
"Like a Rolling Stone" é uma canção do músico e compositor norte-americano Bob Dylan. Sua letra de confronto surgiu de uma versão estendida de um verso que escreveu em junho de 1965, quando estava exausto de uma cansativa turnê pela Inglaterra. Dylan organizou este esboço em quatro versos e um refrão. A música foi gravada algumas semanas mais tarde como parte das sessões para o futuro álbum Highway 61 Revisited, lançado em agosto daquele ano.
Durante uma difícil pré-produção de dois dias, o cantor lutou para encontrar a essência da música, não obtendo sucesso em compasso ternário. No entanto, houve um progresso quando fez um experimento da canção no gênero rock, e o novato músico de estúdio Al Kooper improvisou o riff de órgão pelo qual a música se tornou conhecida. No entanto, a Columbia Records estava descontente com sua duração de mais de seis minutos e seu som elétrico pesado, estava hesitante em lança-lá. Foi só quando, um mês depois, uma cópia vazou para um clube novo de música popular, formada por DJs influentes que a a ouviram. Então, a canção foi lançada como um single. Embora as estações de rádio estivessem relutantes em tocar uma música tão longa, "Like a Rolling Stone" alcançou o topo no Cashbox e o segundo lugar nas paradas musicais da Billboard dos Estados Unidos, ganhando assim projeção e reconhecimento internacional.
Críticos descreveram a faixa como revolucionária na sua combinação de diferentes elementos musicais, o som jovem e cínico da voz de Dylan e a franqueza na pergunta do refrão: "Como se sente?". "Like a Rolling Stone" transformou a carreira do músico, sendo considerada até hoje como uma das composições mais influentes do pós-guerra na música popular. De acordo com o site agregador de resenhas Acclaimed Music, "Like a Rolling Stone" é estatisticamente a música mais aclamada de todos os tempos. A revista Rolling Stone a classificou como a maior canção de todos os tempos em sua lista de 2004. Foi regravada por vários artistas, desde o Jimi Hendrix Experience, até os Rolling Stones, os Wailers e o Green Day. Em um leilão em 2014, as letras manuscritas da música foram vendidas por 2 milhões de dólares, um recorde mundial para um manuscrito da música popular.

## Composição e gravação
Na primavera de 1965, voltando de uma turnê na Inglaterra documentada no filme Don't Look Back, Dylan estava descontente com as expectativas de seu público, assim como a direção que sua carreira estava tomando, e considerou seriamente abandonar o negócio da música. Em uma entrevista para a revista Playboy em 1966, descreveu sua insatisfação: "Na última primavera, eu achava que ia parar de cantar. Estava muito drenado, e como as coisas estavam indo, era uma situação muito chata ... Mas "Like a Rolling Stone" mudou tudo. Quero dizer que era algo que eu mesmo poderia gostar. É muito cansativo ter outras pessoas te dizendo o quanto eles cantam você, se você mesmo não canta".
A base da canção veio de uma parte maior de um verso. Em 1966, o músico descreveu a gênese de "Like a Rolling Stone" para o jornalista Jules Siegel:
| “ | Tinha dez páginas. Aquilo não tinha nome, [era] só uma coisa rítmica em papel sobre o meu ódio constante dirigido a algo onde achava que isso seria honesto. No final, não foi ódio, estava falando algo que eles não sabiam, dizendo-lhes que tiveram sorte. Vingança, seria uma palavra melhor. Eu nunca tinha pensado naquilo como música, até que um dia eu estava no piano e as palavras no papel cantavam: "Como se sente?" em um ritmo em câmera lenta, muito lenta. | ” |

Durante 1965, Dylan compôs prosas, poemas e datilografou canções incessantemente. Seu filme numa suíte do Hotel Savoy, em Londres, capta esse processo em Don't Look Back. Mas ele disse para dois entrevistadores que "Like a Rolling Stone" começou como um longo pedaço de "vômito" (10 páginas, de acordo com um relato, 20 de acordo com outro), que depois adquiriu forma musical. Ele nunca falou publicamente de escrever qualquer outra composição importante dessa maneira. Em entrevista à rádio CBC em Montreal, chamou a criação da canção de um "avanço", explicando que mudou sua percepção de onde estava indo em sua carreira. Disse que encontrou-se escrevendo "esse longo pedaço de vômito, 20 páginas, e com isso eu escrevi 'Like a Rolling Stone' e a fiz como um single. E eu nunca tinha escrito nada assim antes e de repente veio a mim que era o que eu deveria fazer ... Depois de ter escrito que não estava interessado em escrever um romance, ou tocar. Eu já tinha o suficiente, queria compor músicas".
De uma versão estendida num papel, Dylan trabalhou nos quatro versos e o refrão em Woodstock, Nova Iorque. Em 2014, quando as letras manuscritas foram levadas a leilão, o manuscrito de quatro páginas revelou que o refrão completo do coro não aparece até a última página. Um terceiro verso rejeitado, "como um cão sem osso" dá lugar a "agora você é desconhecido (a)". Mais cedo, Dylan considerou trabalhar o nome de Al Capone no esquema de rima, e ele tentou construir um arranjo de versos para "como se sente?", escrevendo "parece real", "se sente real", "cale-se e lide", "desça e se ajoelhe" e "acordo bruto". A canção foi escrita num piano vertical em tom de A bemol e foi mudada para C com a guitarra no estúdio de gravação. O cantor convidou Mike Bloomfield, guitarrista da banda de blues de Paul Butterfield, para tocar na sessão de gravação. Perguntado por Dylan para visitar sua casa em Woodstock durante o fim de semana para conhecer a nova música, Bloomfield recordou mais tarde: "A primeira coisa que ouvi foi 'Like a Rolling Stone'. Eu percebi que ele queria uma sequencia reflexiva de blues, porque é isso que eu faço. Ele disse, 'ei, cara, eu não quero nada dessas coisas de B. B. King'. Então tá, eu realmente desmoronei. Que diabos ele quer? Nós brincamos com a música. Toquei da maneira que ele cantou, e ele disse que ficou legal".
As sessões de gravação foram produzidas por Tom Wilson entre 15 e 16 de junho de 1965, no Studio A da Columbia Records, na 799 Seventh Avenue, em Nova Iorque. Esta seria a última música que ele produziria para Dylan. Além de Bloomfield, outros músicos convidados foram Paul Griffin no piano, Joe Macho, Jr. no baixo, Bobby Gregg na bateria, e Bruce Langhorne no pandeiro, todos contratados por Wilson. Gregg, Griffin e Langhorne já tinham trabalhado com Dylan e o produtor em Bringing It All Back Home.

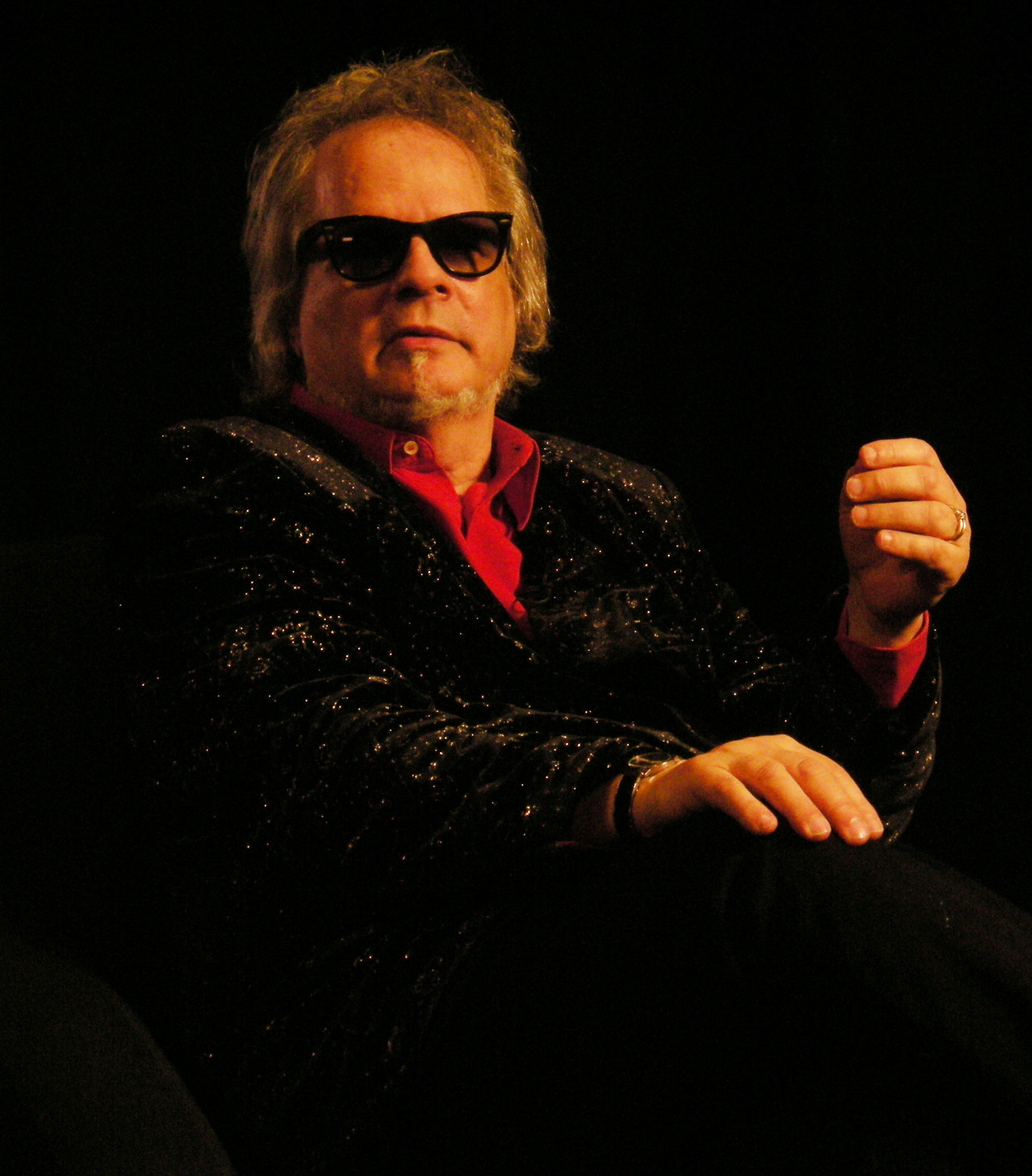
Al Kooper, um músico de sessão com 21 anos, improvisou o riff de órgão da canção.

Na primeira seção, em 15 de junho, cinco partes da canção foram gravadas em um estilo marcadamente diferente (uma valsa em compasso ternário, com Dylan no piano) do eventual lançamento. A falta de partituras significava que a música tinha de ser tocada naturalmente. No entanto, sua essência foi descoberta no decurso da caótica sessão de gravação. Eles não chegaram ao primeiro refrão até a quarta seção, mas após a seguinte sequência de gaita, Dylan interrompeu dizendo: "Cara, minha voz se foi. Você quer tentar de novo?" Esta tomada foi posteriormente lançada em The Bootleg Series Volumes 1–3 (Rare & Unreleased) 1961–1991. A sessão terminou pouco depois.
Quando a sessão recomeçou no dia seguinte, em 16 de junho, Al Kooper juntou-se à produção. Na época ele era um guitarrista de 21 anos e não devia originalmente participar, mas estava presente como convidado de Wilson. No entanto, quando o produtor saiu ele sentou-se com sua guitarra com os outros músicos, na esperança de participar da sessão de gravação. No momento em que Wilson retornou, o guitarrista, que foi convidado a tocar com Bloomfield, estava de volta à sala de controle. Depois de participar de alguns ensaios, o produtor tirou Griffin do órgão Hammond para o piano. Posteriormente ele foi até Wilson, dizendo que tinha uma boa parte para o órgão. Ele menosprezou suas habilidades ao tocar o instrumento, mas não o proibiu de tocar. Como Kooper disse mais tarde, "ele apenas zombou de mim ... Ele não disse 'não' — então eu fui lá". Wilson ficou surpreso ao vê-lo no órgão, então lhe permitiu participar da canção. Ao ouvir a reprodução da música, Dylan insistiu que o órgão fosse transformado num mix, apesar dos protestos do produtor de que o jovem guitarrista "não era tocador de órgão".
Esta sessão foi gravada em 15 tomadas. A canção tinha até agora evoluído para sua forma conhecida, em compasso ternário com Dylan na guitarra. Após a quarta sessão — a principal em que foi lançada como um single — Wilson satisfeito comentou: "Isso soa bem para mim". No entanto, Dylan e a banda persistiram em gravar a canção por mais de 11 vezes.
As sessões de gravação completas que produziram "Like a Rolling Stone", incluindo todas as 20 tomadas e as "etapas" individuais que compõem a mestre de quatro faixas, foram lançadas em novembro de 2015 nas versões de 6 e de 18 discos de The Bootleg Series Vol. 12: The Cutting Edge 1965–1966.

## Temas
Ao contrário dos hits convencionais de sua época, "Like a Rolling Stone" caracteriza letras que foram interpretadas como expressões de ressentimento em vez de amor. O autor Oliver Trager descreveu as letras como o "desprezo de Dylan a uma mulher que caiu em desgraça e é reduzida a se defender sozinha de um mundo hostil e desconhecido". Até o momento, o alvo da música, "Senhora Solitária", tomou o caminho mais fácil — frequentou as melhores escolas e desfrutava de amigos de alto nível social — mas agora que sua situação tornou-se difícil, ela não tem experiências significativas para definir seu caráter. As linhas de abertura da canção estabelecem a antiga condição da mulher:

| Once upon a time you dressed so fine Threw the bums a dime in your prime, didn't you? | Era uma vez, você se vestia tão bem Jogava esmola aos mendigos em seu auge, não é? |  |

E o primeiro verso termina com letras ridicularizando sua condição atual:

| Now you don't talk so loud Now you don't seem so proud About having to be scrounging your next meal | Agora você não fala tão alto Agora você não parece tão orgulhosa Tendo que roubar sua próxima refeição |  |

Apesar do sarcasmo, o narrador da música também mostra compaixão pela "Senhora Solitária", assim como alegria em respeito à liberdade de perder tudo. Jann Wenner comentou que "tudo foi arrancado. Você está no seu próprio país, está livre agora ... Você é tão indefesa e agora não tem mais nada. Você é invisível — já não tem segredos — isso é tão libertador. Você não tem nada a temer". O último verso termina com as frases:

| When you ain't got nothing, you got nothing to lose You're invisible now, you got no secrets to conceal | Quando você não tem nada, não tem nada a perder Você está invisível agora, não tem mais segredos a ocultar |  |

O refrão enfatiza estes temas:

| How does it feel To be on your own With no direction home Like a complete unknown Like a rolling stone | Como se sente? Por estar por sua conta? Sem direção alguma para casa Como uma completa estranha? Como uma pedra a rolar? |

Robert Shelton, um biógrafo de Dylan, resumiu o significado da música como "uma canção que parece saudar a vida abandonada de quem pode sentir compaixão por aqueles que foram expulsos da burguesia. 'Rolling Stone' é sobre a perda da inocência e a dureza da experiência. Mitos, adereços e crenças antigas caem para revelar uma realidade muito desgastante".
Em uma veia humorística, o músico comentou sobre a perspectiva moral de "Like a Rolling Stone", numa entrevista coletiva no estúdio de televisão KQED em 3 de dezembro de 1965. Uma repórter sugeriu a Dylan que a música tem uma opinião dura sobre uma menina, e perguntou: "Você é duro [com as pessoas em suas canções] porque quer atormentá-las? Ou mudar suas vidas e fazê-las se conhecerem?" Rindo, Dylan respondeu: "Quero irritá-las".
Comentaristas tentaram relacionar as personagens da música com pessoas específicas na vida pessoal de Dylan em 1965. Em seu livro Popism: The Warhol Sixties, Andy Warhol lembrou que algumas pessoas em seu círculo acreditavam que a canção continha referências hostis a ele; ele foi informado: "Ouça 'Like a Rolling Stone' — Eu acho que você é o diplomata num cavalo cromado, cara". A razão por trás da suposta hostilidade em relação a Warhol era seu suposto tratamento à atriz e modelo Edie Sedgwick. Tem sido sugerido que ela é a base da personagem "Senhora Solitária". A atriz esteve brevemente envolvida com Dylan no final daquele ano e início de 1966, nesse tempo houve discussões para que os dois atuassem juntos num filme. De acordo com o colaborador de Warhol, Paul Morrissey, Sedgwick era apaixonada por Dylan, e ficou chocada quando descobriu que ele casou-se secretamente com Sara Lownds em novembro de 1965. No entanto, em The Bob Dylan Encyclopedia, Michael Gray argumenta que Sedgwick não tinha nenhuma conexão com "Like a Rolling Stone", mas afirma que "não há dúvida de que o fantasma de Edie Sedgwick paira em torno de Blonde on Blonde".
Greil Marcus aludiu a uma sugestão do historiador de arte Thomas Crow de que ele tinha escrito a canção como um comentário sobre a cena de Warhol: "Eu ouvi uma palestra de Thomas Crow ... sobre 'Like a Rolling Stone' ser sobre Edie Sedgwick dentro do círculo de Andy Warhol, como algo que Dylan viu do lado de fora, sem se envolver pessoalmente com nenhum deles, mas como algo que ele viu e ficou assustado e viu o desastre se aproximando e escreveu uma canção como um aviso, e foi convincente". Joan Baez, Marianne Faithfull e Bob Neuwirth também foram apresentados como possíveis alvos do desprezo de Dylan. Seu biógrafo Howard Sounes advertiu contra a redução da música à biografia de uma pessoa, e sugeriu: "é mais provável que a canção tivesse como objetivo geral aqueles que [Dylan] percebia como 'falsos'". Sounes acrescenta: "Há uma certa ironia no fato de que uma das mais famosas canções de folk rock da época — uma época associada principalmente com os ideais de paz e harmonia — fosse sobre vingança".
Mike Marqusee escreveu longamente sobre os conflitos na vida de Dylan durante esse período, com sua aprofundada alienação de seu antigo público folk remanescente e as claras causas esquerdistas. Ele sugere que a música é, provavelmente, autorreferencial. "A música só atinge pungência completa quando se percebe que é cantada, pelo menos em parte, para o próprio cantor: ele é o único 'sem direção alguma para casa'". O próprio Dylan observou que após o seu acidente de moto em 1966 percebeu que "quando eu usei palavras como 'ele' e 'ela' e 'eles', e falando sobre outras pessoas, eu realmente estava falando de ninguém além de mim".

## Lançamento
De acordo com Shaun Considine, coordenador de lançamento da Columbia Records em 1965, "Like a Rolling Stone" foi inicialmente rebaixada ao "cemitério de lançamentos cancelados" por causa de preocupações nos departamentos de vendas e marketing com sua duração de seis minutos e sem o precedente som "áspero" do rock. Nos dias seguintes à rejeição, Considine deu um acetato descartado da canção em um clube de Nova Iorque chamado Arthur — uma discoteca recém inaugurada popular entre as celebridades e pessoas da mídia. Por insistência da plateia, ele tocou a demo repetidas vezes, até ela finalmente se esgotar. Na manhã seguinte, um DJ e um diretor de um programa que transmitia as 40 estações mais tocadas da cidade telefonou para a Columbia exigindo as cópias. Poucos dias depois, em 20 de julho, "Like a Rolling Stone" foi lançada como um single com "Gates of Eden" como lado B.
Apesar de sua duração, a canção se tornou o maior sucesso de Dylan até hoje e permaneceu nas paradas americanas durante 12 semanas, onde conseguiu atingir a segunda posição atrás apenas de "Help!" dos Beatles. As cópias promocionais liberadas para DJs em 15 de julho tiveram os dois primeiros versos e dois refrões num lado do disco, enquanto o resto da canção era tocada na parte de trás. DJs que quisessem tocar a música inteira simplesmente viravam o vinil ao contrário. Embora muitas estações de rádio estivessem relutantes em tocar a música em sua totalidade, a demanda pública, eventualmente, forçou a música ir ao ar inteira. Isto ajudou o single alcançar sua posição mais alta de segundo lugar, várias semanas após o seu lançamento. A canção também foi bem-sucedida em outros 10 países, incluindo o Canadá, Irlanda, os Países Baixos e o Reino Unido.

## Performances ao vivo

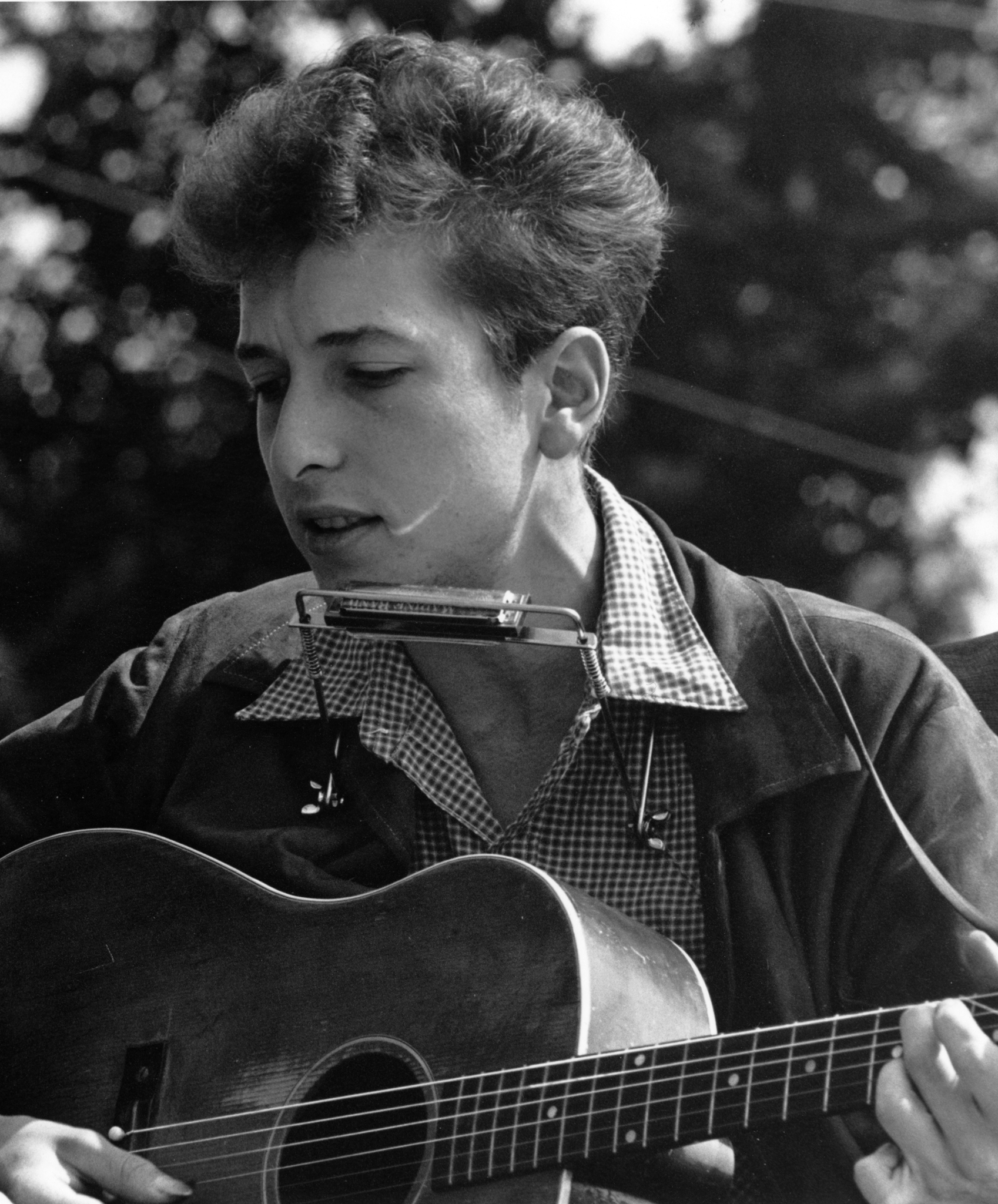
"Like a Rolling Stone" fez de Dylan ícone de uma geração.

Dylan cantou a música ao vivo pela primeira vez poucos dias após seu lançamento, quando apareceu no Newport Folk Festival em 25 de julho de 1965. Muitos dos espectadores entusiastas de folk se opuseram ao músico utilizar a guitarra elétrica, vendo negativamente o rock and roll, como Bloomfield disse, tão popular entre os "greasers, dançarinos e pessoas que ficavam bêbadas". De acordo com o crítico de música e amigo do cantor, Paul Nelson, "O público estava vaiando e gritando: 'se livra dessas guitarras elétricas', enquanto Dylan e seus músicos de apoio davam uma apresentação incerta de seu novo single".
Highway 61 Revisited foi lançado no final de agosto. Quando o cantor saiu em uma turnê pediu aos futuros membros do grupo The Band para acompanhá-lo na realização da parte elétrica dos concertos. "Like a Rolling Stone" tomou-se a faixa de encerramento dos seus concertos com raras exceções, até o final de sua "turnê mundial" de 1966. Em 17 de maio de 1966, durante o último segmento da turnê, Dylan e sua banda se apresentaram no Free Trade Hall, em Manchester, Inglaterra. Pouco antes deles começarem a tocar a faixa, um membro da plateia gritou "Judas!", aparentemente referindo-se à sua suposta "traição" da música folk. Dylan respondeu: "Eu não acredito em você. Você é um mentiroso!" Com isso, virou-se para a banda, ordenando-lhes: "Toquem essa merda alto".
Desde então, "Like a Rolling Stone" manteve-se como uma parte essencial em seus concertos, muitas vezes com arranjos revistos. Foi incluída em seu conserto na Ilha de Wight, em 1969, e tanto na turnê de reencontro dele com o The Band em 1974 e a turnê Rolling Thunder Revue entre 1975 e 1976. A música continuou a ser destaque em outros consertos ao longo dos anos 1970 e 1980. Na Never Ending Tour, que começou em 1988, "Like a Rolling Stone" foi uma das cinco músicas mais executadas, com 653 interpretações registradas até 2005.
Além de Highway 61 Revisited, a versão padrão da música pode ser encontrada em outros quatro álbuns oficiais: Bob Dylan's Greatest Hits, Biograph, The Essential Bob Dylan, e Dylan. Além disso, a versão de estúdio incompleta da gravação em compasso ternário aparece em The Bootleg Series Volumes 1–3 (Rare & Unreleased) 1961–1991. Versões ao vivo da música estão incluídas em Self Portrait, Before the Flood, Bob Dylan at Budokan, MTV Unplugged, The Bootleg Series Vol. 4: Bob Dylan Live 1966, The "Royal Albert Hall" Concert, The Bootleg Series Vol. 7: No Direction Home: The Soundtrack, e no disco ao vivo do The Band, Rock of Ages.

## Vídeo musical
Em novembro de 2013, 48 anos após o lançamento da música, o site de Dylan lançou um vídeo musical oficial para "Like a Rolling Stone". Criado pela agência digital Interlude, o vídeo é interativo, permitindo que os espectadores usem seus teclados para assistir 16 canais que transmitem imagens em formato de TV, incluindo programas de jogos, redes comerciais e reality shows. As pessoas de cada canal parecem sincronizar seus lábios com as letras da música. Vania Heymann, o diretor do vídeo afirmou, "Estou usando o meio da televisão para olhar para a direita em nós — você está virando para a morte com troca de canais [na vida real]." Ao todo o vídeo contém 1 hora e 15 minutos de conteúdo e apresenta aparições do comediante Marc Maron, o rapper Danny Brown, o apresentador do The Price Is Right Drew Carey, o apresentador Steve Levy do SportsCenter, Jonathan e Drew Scott de Property Brothers, e os membros do elenco de Pawn Stars Rick Harrison e Chumlee. O vídeo foi apresentado para divulgar o lançamento de um conjunto de 35 caixas de álbuns, Bob Dylan: The Complete Album Collection Vol. One, contendo os 35 álbuns de estúdio oficiais e 11 álbuns ao vivo do músico. O Livro Guinness dos Recordes citou esta como a mais longa espera por um clipe musical oficial.

## Legado
O som da canção foi revolucionário em sua combinação de passagens de guitarra, acordes de órgão e a voz de Dylan, ao mesmo tempo jovem e zombadoramente cínica. O crítico Michael Gray descreveu a faixa como "um amálgama caótico de blues, impressionismo, alegoria e uma franqueza intensa no refrão central: 'Como se sente'". A música teve um enorme impacto sobre o rock e a cultura popular. Seu sucesso fez do músico um ícone pop, como observa Paul Williams:
| “ | Dylan estava famoso, era o centro das atenções, por um longo tempo. Mas agora a aposta estava sendo levantada novamente. Ele havia se tornado uma estrela pop, assim como uma estrela popular ... e era, até mais do que os Beatles, um símbolo público das grandes mudanças geracionais na cultura e na política que ocorrem nos Estados Unidos e Europa. Ele era visto, e em muitos aspectos funcionou, como um líder. | ” |

O produtor Paul Rothchild, que produziu os cinco primeiros álbuns da banda The Doors, lembrou a euforia que causou o fato de um músico norte-americano fazer uma canção que desafiasse com sucesso a primazia de grupos da invasão britânica. Ele disse: "O que eu percebi quando eu estava sentado lá foi um americano, um dos chamados descolados de Greenwich Village, fazendo músicas que poderiam competir com o Them, os Beatles e os Stones, e o Dave Clark Five, sem sacrificar a integridade da música folk ou o poder do rock 'n' roll".
A música teve um enorme impacto sobre o cantor Bruce Springsteen, que tinha 15 anos quando a ouviu pela primeira vez. Springsteen descreveu o momento, durante seu discurso de indução de Dylan no Rock and Roll Hall of Fame em 1988 e também avaliou a importância de longo prazo de "Like a Rolling Stone":
| “ | A primeira vez que ouvi Bob Dylan, eu estava no carro com minha mãe ouvindo a WMCA, e veio isso que soava como se alguém tivesse aberto a porta da sua mente com um tiro ... Assim como Elvis libertava seu corpo, Dylan libertava sua mente, e nos mostrou que, só porque a música era física não queria dizer que era anti-intelecto. Ele teve a visão e talento para fazer uma música pop que continha todo o mundo. Ele inventou uma nova forma de como um cantor pop pode ser, rompeu as limitações do quanto uma gravação poderia alcançar, e mudou a cara do rock and roll para sempre. | ” |

Contemporâneos de Dylan em 1965 ficaram um tanto surpresos e desafiados pela música. Paul McCartney lembrou de ter ido para a casa de John Lennon em Weybridge para ouvir a música. De acordo com McCartney: "Ela parecia continuar e continuar para sempre. Foi simplesmente lindo ... Ele mostrou a todos nós que era possível ir um pouco mais longe". Frank Zappa teve uma reação mais extrema: "Quando eu ouvi 'Like a Rolling Stone' eu queria sair do negócio da música, porque eu senti: 'Se isso ganha e faz o que se supõe fazer, eu não preciso fazer mais nada ...' Mas não fez nada. Ele vendeu, mas ninguém respondeu a isso da maneira que deveriam". Quase quarenta anos depois, em 2003, Elvis Costello salientou a qualidade inovadora do single: "Que coisa chocante viver num mundo onde havia Manfred Mann, The Supremes e Engelbert Humperdinck, e aí vem 'Like a Rolling Stone'".
Embora a CBS tentou fazer da música algo mais agradável para as rádios, cortando-a ao meio e a dividindo nos dois lados do vinil, tanto os fãs quanto o cantor exigiram que os seis minutos completos fossem dispostos em um único lado e que as estações de rádio tocassem a música inteira. O sucesso de "Like a Rolling Stone" desempenhou um papel importante na mudança da convenção de negócio que definia que uma música tinha que ter menos de três minutos de duração. Nas palavras da revista Rolling Stone, "Nenhuma outra canção pop confrontou e transformou tão completamente as regras comerciais e as convenções artísticas da sua época".
Em entrevista para Ralph Gleason no ano de 1966, Dylan disse que "'Rolling Stone' é a melhor música que eu escrevi." Em 2004, falando a Robert Hilburn, o artista ainda achava que a música tinha um lugar especial no seu trabalho: "É como se um fantasma tivesse escrito uma música como essa, lhe dá a música e vai embora ... Você não sabe o que significa. Só que o fantasma me escolheu para escrever a canção". Richard Austin, da casa de leilões Sotheby's, disse: "Antes do lançamento de "Like a Rolling Stone", paradas musicais foram invadidas com canções de amor curtas e doces, muitas cronometradas em três minutos ou menos. Ao desafiar convenções com seis minutos e meio de poesia escura e chocante, Dylan reescreveu as regras da música pop".
Mais de 40 anos desde o seu lançamento, "Like a Rolling Stone" continua a ser altamente considerada em pesquisas de críticos e outros compositores como uma das músicas mais influentes. Uma lista de 2002 publicada pela edição britânica da Uncut e uma pesquisa de 2005 da revista Mojo classificaram a canção como a número um de Dylan. Quanto às suas opiniões pessoais sobre tais pesquisas, disse em uma entrevista de 2004 para Ed Bradley, no 60 Minutes que ele nunca presta atenção nessas coisas, porque elas mudam com frequência. Na pesquisa sobre as cem melhores canções de todos os tempos, realizada pela revista Mojo em 2000, incluíram duas canções do artista, mas não citaram "Like a Rolling Stone". Cinco anos mais tarde, a revista nomeou a canção como a número um. A Rolling Stone escolheu "Like a Rolling Stone" como a canção de número dois nos últimos 25 anos, em 1989, e, em seguida, em 2004, posicionou a música no primeiro lugar em sua lista das "500 Melhores Canções de Todos os Tempos". Em 2011, a revista Rolling Stone colocou novamente "Like a Rolling Stone" no topo da sua lista das "500 Melhores Músicas de Todos os Tempos". Em 2006, a publicação norte-americana Pitchfork Media a classificou na 4.ª posição em sua lista das "200 melhores músicas da década de 1960". De acordo com o site agregador de resenhas Acclaimed Music, "Like a Rolling Stone" é estatisticamente a música mais aclamada de todos os tempos.
Em 24 de junho de 2014, a Sotheby's vendeu as letras originais escritas à mão de "Like a Rolling Stone" em um leilão de Nova Iorque dedicado à memória do rock. As letras foram vendidas por 2 milhões de dólares, um preço recorde para um manuscrito de música popular.

## Reconhecimento
| Ano da publicação | Lista                                               | Publicação                 | Posição             | Ref.   |
| ----------------- | --------------------------------------------------- | -------------------------- | ------------------- | ------ |
| 1989              | The 1001 Greatest Singles Ever Made                 | Dave Marsh                 | 7                   | [ 91 ] |
| 1995              | 500 Songs That Shaped Rock                          | Rock and Roll Hall of Fame | N/A                 | [ 92 ] |
| 1999              | The 40 Most Influential Records of the 20th Century | Gary Pig Gold              | Em ordem alfabética | [ 93 ] |
| 2000              | 100 Greatest Rock Songs                             | VH1                        | 4                   | [ 94 ] |
| 2006              | 200 Greatest Songs of the 1960s                     | Pitchfork Media            | 4                   | [ 87 ] |
| 2010              | 500 Greatest Songs of All Time                      | Rolling Stone              | 1                   | [ 86 ] |
| 2012              | The 100 Greatest Songs of All Time                  | Consequence of Sound       | 3                   | [ 95 ] |

## Outras versões

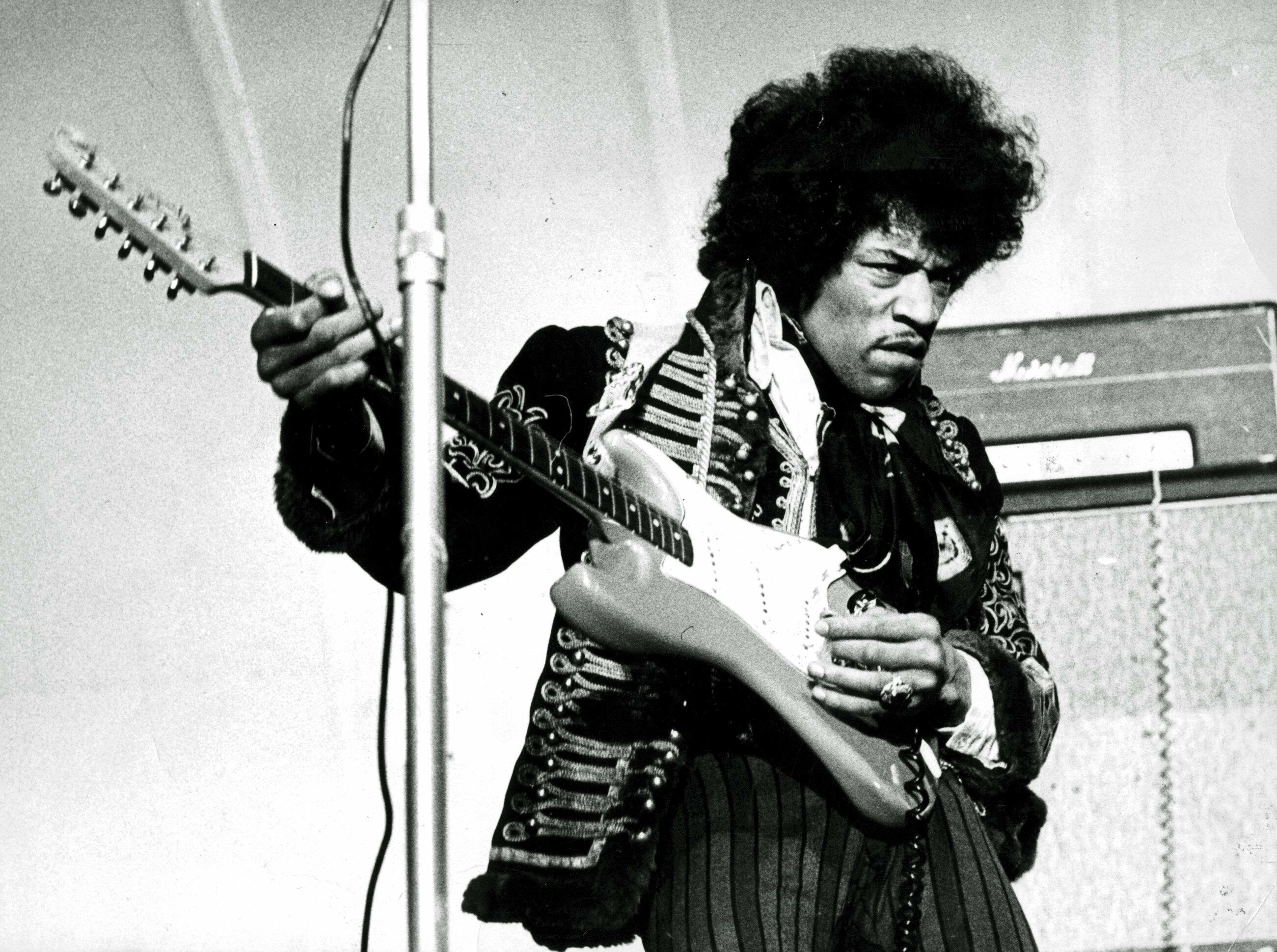
Jimi Hendrix em 1967, mesmo ano em que viria a realizar sua apresentação no Monterey Pop Festival.

Muitos artistas fizeram versões próprias de "Like a Rolling Stone", incluindo David Bowie (com Mick Ronson), The Four Seasons, Sixto Rodriguez, The Young Rascals, Judy Collins, Johnny Winter, Cher, Anberlin, Spirit, Michael Bolton, The Creation, David Gilmour, The Surfaris, Al Stewart, John Mellencamp, The Wailers, Green Day, e os Rolling Stones. O guitarrista Jimi Hendrix, tocando com a banda The Jimi Hendrix Experience, gravou uma versão ao vivo no Monterey Pop Festival. Hendrix foi um ávido fã de Bob Dylan, e gostou especialmente de "Like a Rolling Stone". Ele disse: "Eu achava que ele não era o único que se sentia tão deprimido ...". Após o segundo verso, Hendrix pulou para o quarto. Ele tocou a canção com uma guitarra elétrica. O crítico musical Greil Marcus descreveu a atmosfera da gravação de Hendrix assim:
| “ | Grandes acordes cavalgam sobre o início de cada estrofe como nuvens de chuva; a melodia desenvolve-se muito lentamente, com o áspero sotaque popular de Hendrix que não soa nada como a tempestade de poeira do centro-oeste de Dylan. | ” |

A música também tem sido adaptada em vários idiomas. O cantor Hugues Aufray traduziu a canção em francês como "Comme des pierres qui roulent" (Aufray Trans Dylan, 1995); o austríaco Wolfgang Ambros incluiu uma versão no dialeto austríaco-alemão "Allan Wia uma Stan" em seu LP Wie Im Schlaf de 1978, que alcançou a oitava posição nas paradas austríacas durante 8 semanas; a banda alemã BAP criou uma versão no dialeto kölsch, "Wie 'ne Stein", em seu LP Vun drinne noh Drusse e o cantor Lars Winnerbäck fez uma performance da canção em sueco intitulada "Som en hemlös själ", literalmente "Como uma alma sem-teto". A dupla Articolo 31 gravou uma versão italiana intitulada "Come una Pietra Scalciata" (literalmente, "Como uma pedra chutada") para o seu álbum Nessuno de 1998. A versão da Articolo 31 é uma canção de hip-hop que contém overdubs de voz de uma menina confusa, partes de rap e DJs. Esta versão contém apenas três versos e possui quatro minutos e meio de duração.
Em 2008, o cantor brasileiro Zé Ramalho lançou um tributo a Bob Dylan. O álbum recebeu o nome de Zé Ramalho Canta Bob Dylan - Tá Tudo Mudando.

## Paradas musicais
| Parada musical (1965)               | Melhor posição |
| ----------------------------------- | -------------- |
| Alemanha — German Singles Chart     | 13             |
| Canadá — Canadian RPM Singles Chart | 3              |
| Estados Unidos — Billboard Hot 100  | 2              |
| Estados Unidos — Cashbox Top 100    | 1              |
| Irlanda — Irish Singles Charts      | 9              |
| Países Baixos — Dutch Singles Chart | 9              |
| Países Baixos — Single Top 100      | 7              |
| Reino Unido — UK Singles Chart      | 4              |

## Integrantes
- Bob Dylan – vocais, guitarra elétrica, harmônica
- Mike Bloomfield – guitarra elétrica
- Bruce Langhorne – pandeireta
- Al Kooper – órgão Hammond
- Frank Owens – piano
- Joe Macho, Jr. – baixo elétrico
- Bobby Gregg – bateria